# تششمة رعنا
تششمة رعنا (بالفارسية: چشمه رعنا) هي منطقة سكنية تقع في فارس في إيران. يقدر عدد سكانها بـ 2,186 نسمة .